# Caldas de Moledo

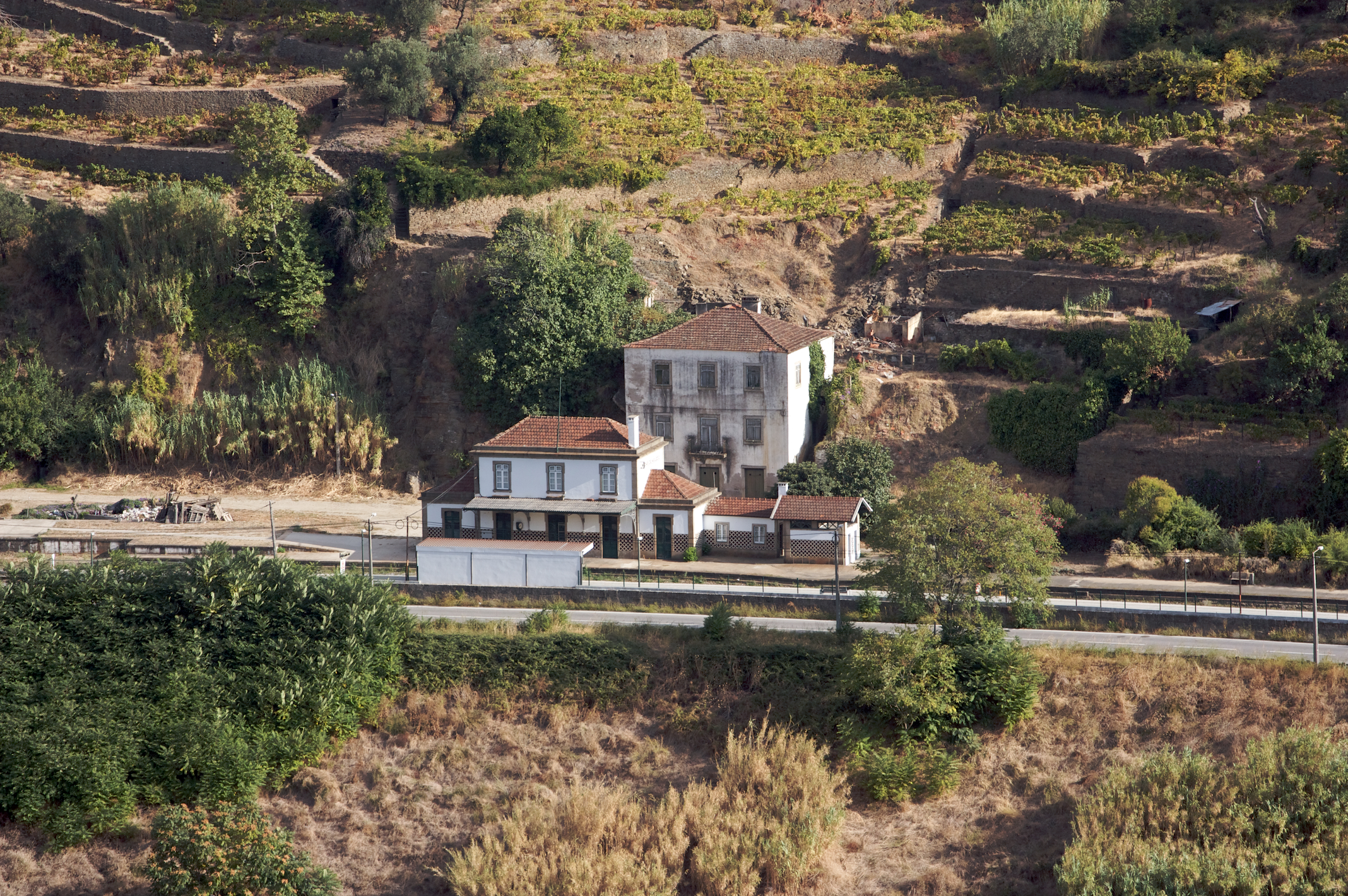
Apeadeiro de Caldas de Moledo.

As Caldas de Moledo situam-se na freguesia de Fontelas, Peso da Régua Portugal.
A água é hipertermal, ocre, com reacção alcalina, carbonatada, fluoretada, sódica e sulfúrica, com uma temperatura de 45 °C e pH de 9,3.

## Indicações terapêuticas
Reumatismo, dermatoses e doenças das vias respiratórias.